# Alectryon macrococcus
Alectryon macrococcus, được gọi là ʻAlaʻalahua hoặc Māhoe trong tiếng Hawai thuộc họ bồ hòn, Sapindaceae, là loài đặc hữu của Hawaii. A. macrococcus var. macrococcus trong các môi trường sống là rừng mưa nhiệt đới ở độ cao 365–1.035 m (1.198–3.396 ft) ở Kauaʻi, Oʻahu, Molokaʻi và phía tây Maui. Chúng hiện đang bị đe dọa vì mất nơi sống.

## Hình ảnh

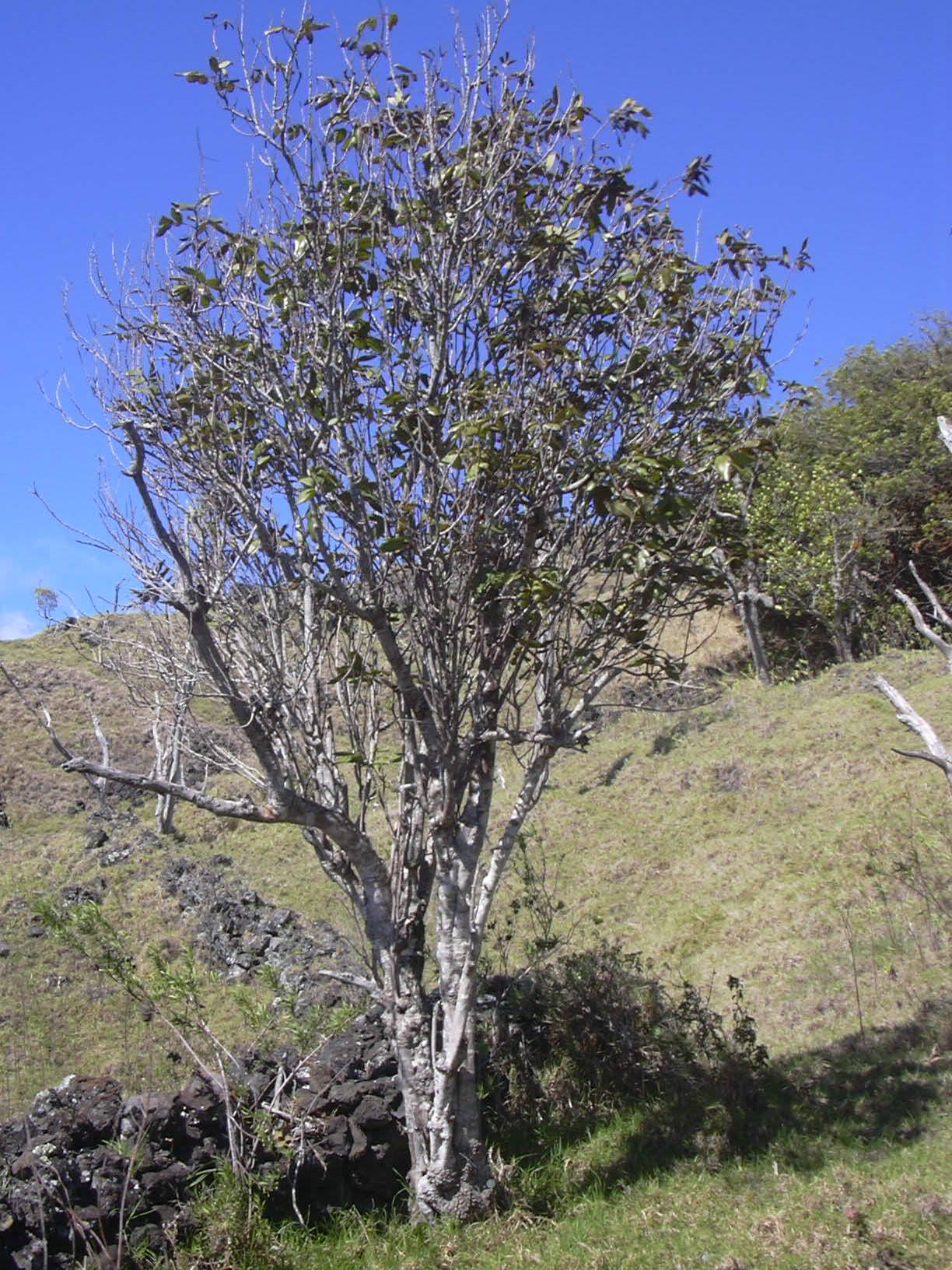
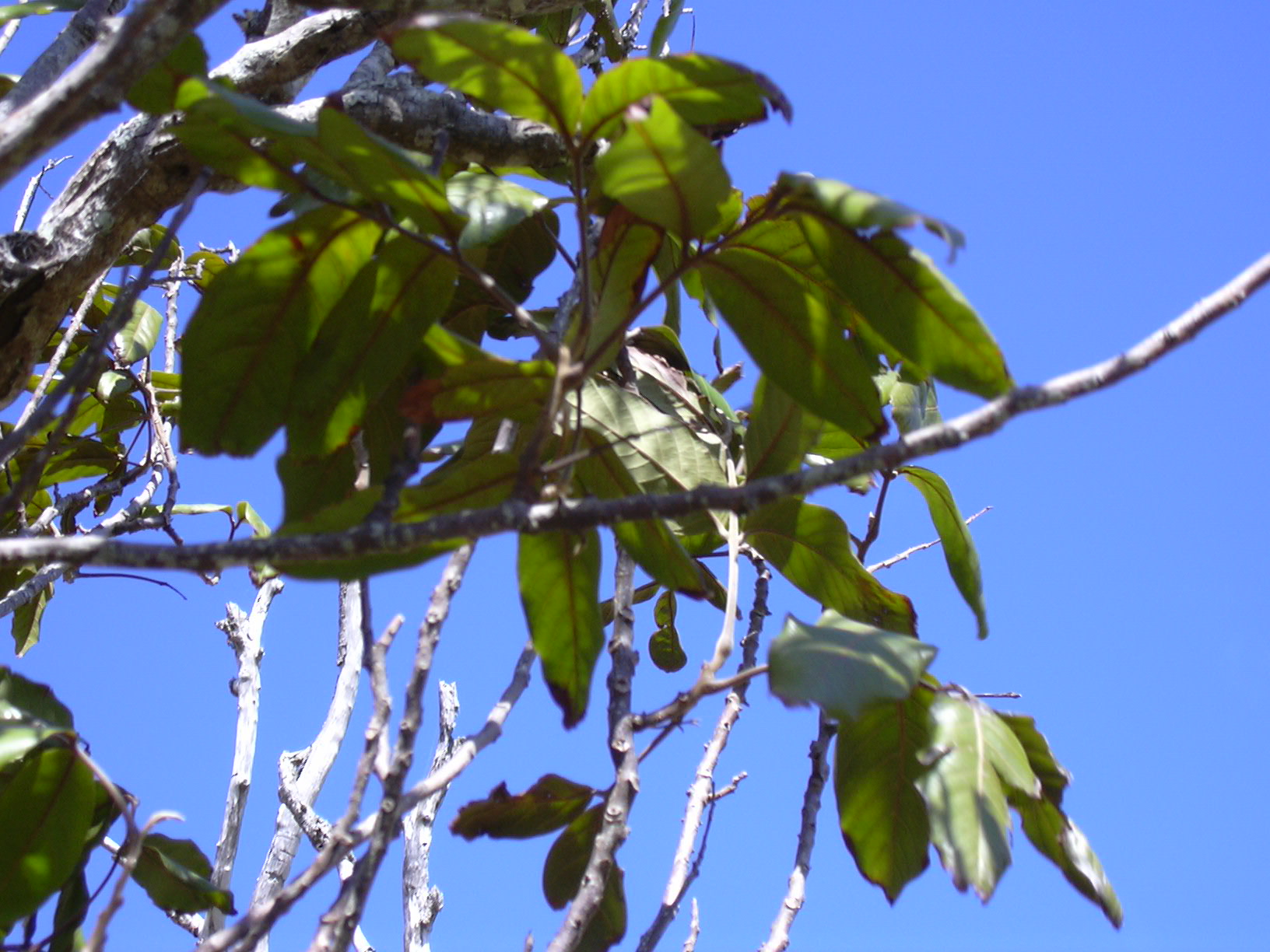
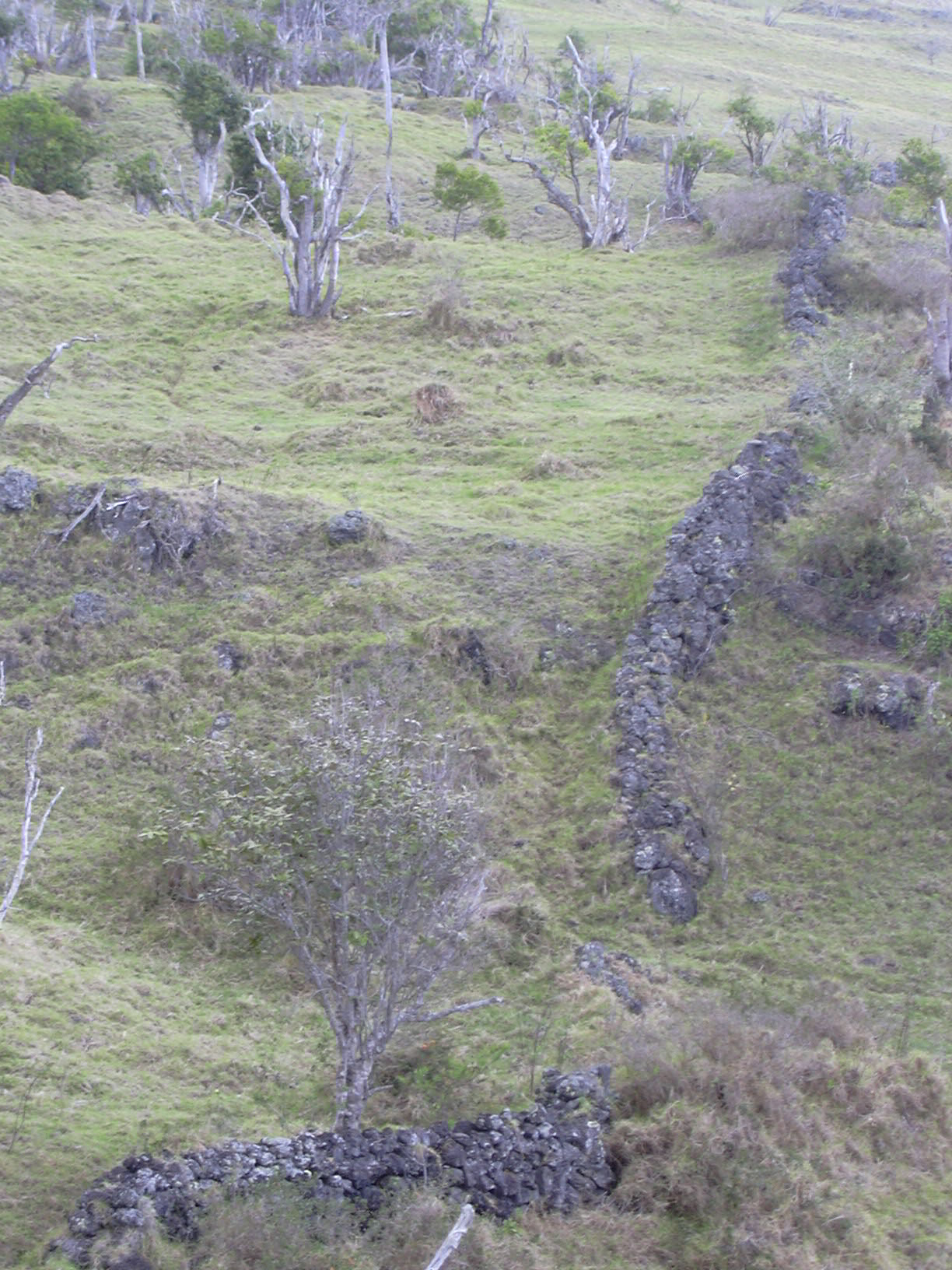
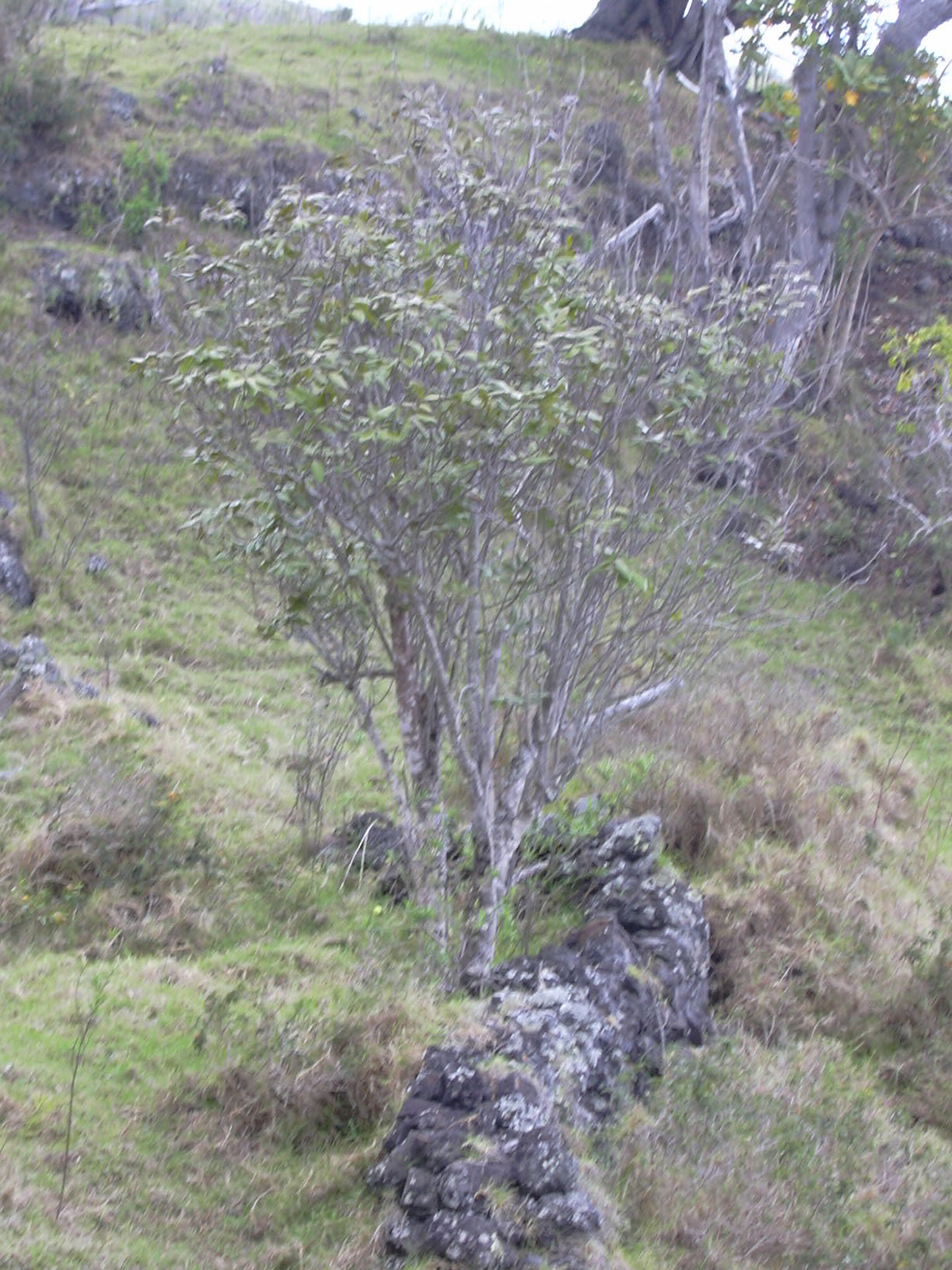